# Orobates

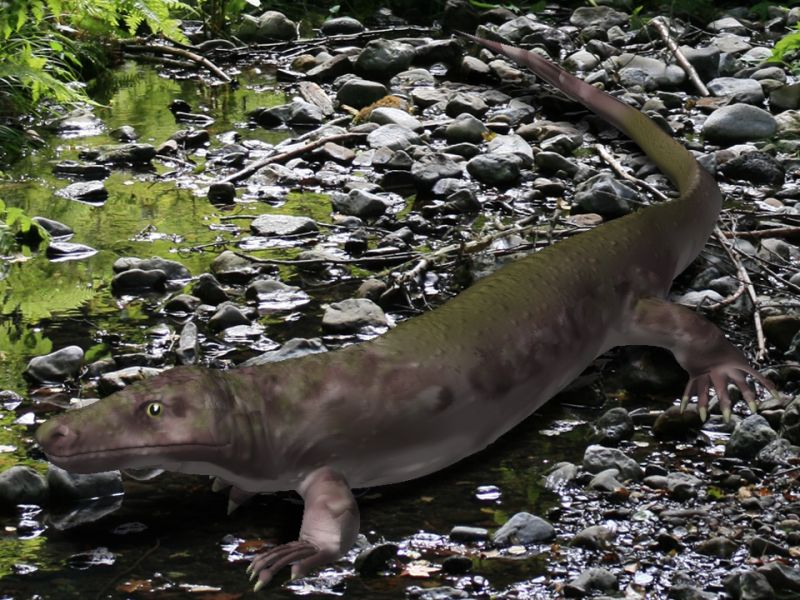
Реставрація

Orobates — вимерлий рід діадектидних рептіліоморфів, що жив протягом ранньої пермі. Його скам'янілі залишки були знайдені в Німеччині. Поєднання примітивних і похідних ознак (тобто автопоморфних і плезіоморфних) відрізняє його від усіх інших добре відомих членів Diadectidae, родини травоїдних рептіліоморфів. Він важив близько 4 кг і, схоже, був частиною гірської фауни, яка харчувалася рослинами з високим вмістом клітковини.